# Влахович, Ваня
Ва́ня Вла́хович (серб. Вања Влаховић; родился 23 марта 2004, Вршац, Сербия и Черногория) — сербский футболист, нападающий итальянского клуба «Аталанта», выступающий на правах аренды за «Специю».

## Клубная карьера
Воспитанник сербского клуба «Партизан», в 2023 году Влахович присоединился к итальянской «Аталанте». 4 февраля 2024 года дебютировал за фарм-клуб «Аталанта (до 23)», выйдя на замену в матче Серии C против «Про Верчелли». 24 сентября 2024 года дебютировал за основную команду итальянского клуба, выйдя на замену в матче Серии A против «Комо» и заработав пенальти, который реализовал Адемола Лукман.

## Карьера в сборной
Выступал за сборные Сербии до 15, до 16, до 17, до 18 лет, а также до 21 года.